# 中野加奈子
中野加奈子（日语：／ Nakano Kanako），日本女性配音員、旁白。隸屬於有限公司YYY。身高153cm。A型血。

## 演出

### 遊戲
- 格鬥天王系列（1999年—2020年，包（日语：包 (KOF)）[1]）

### 廣播節目
- MBS電台
  - （謝謝辣妹們）
  - 板東英二週五生BAN BAN（日语：板東英二金曜生BAN BAN）（記者）
  - （2014年3月起擔任節目助理）
- 關西電台
  -  岩
- ABC電台
  - 跳躍吧！晚報探險隊（日语：夕刊探検隊）（記者）
  - 征平、吉彌的週六也火力全開!!（日语：征平・吉弥の土曜も全開!!）（記者）
  - （提供）業務
  - （CM）業務
- Kiss FM KOBE（日语：兵庫エフエム放送）
  - KOBE WEEKEND STAGE（DJ）
- USEN（日语：USEN）
  - （DJ）

### 電視節目
- 關西電視台
- 購物頻道
  - 商品

### 廣告
- A（廣告歌曲）
- （廣告歌曲）
- 藥品（廣告歌曲）
- 日昇動畫（廣告歌曲）
- 四電（角色配音）
- NTT西日本（日语：西日本電信電話）
- 日本盛（日语：日本盛）
- 阪急三番街
- HIS
- 種苗

### VP旁白
- au
- 朝日新聞高校野球宣
- 種苗
- LOCUS

## 外部連結
- 株式會社TAKARA的資歷簡介 （页面存档备份，存于） （日語）
- YYY中野加奈子的個人資歷簡介 （页面存档备份，存于）